# Mustalaissaari (ö i Mellersta Finland)
Mustalaissaari är en halvö i Finland. Den ligger i sjön Päijänne och i kommunen Kuhmois i landskapet Mellersta Finland, i den södra delen av landet, 160 km norr om huvudstaden Helsingfors.